# Грандье, Урбен
Урбе́н Грандье́ (1590 — 18 августа 1634) — французский католический священник, обвинённый в дьяволопоклонничестве, колдовстве и ритуальных убийствах и сожжённый на костре по приговору церковного суда. 

## Биография
Урбен Грандье родился в 1590 году в семье королевского нотариуса. В июле 1617 года он стал священником лудёнского прихода Св. Петра и каноником церкви Св. Креста.
Грандье был образованным клириком и открыто протестовал против политики кардинала Ришельё, которого высмеял в своей сатире. В 1632 году группа монахинь-урсулинок обвинила Грандье в том, что тот наслал на них одержимость Дьяволом, перебросив через стену монастыря букет цветов; это произошло вскоре после того, как священник отказался становиться наставником их обители. Ряд авторов, в том числе Олдос Хаксли, описывают происходившие в Лудёне события как коллективную истерию, однако для XVII века обвинение в дьяволопоклонничестве было очень серьёзным.
Грандье был арестован по личному приказу кардинала Ришельё и подвергнут нескольким допросам. Принимал участие в ритуале экзорцизма, направленном на «изгнание демонов» из монахинь. По итогам первого суда обвиняемого освободили, однако вскоре его вновь схватили и подвергли пыткам. По одной из версий, причиной повторного ареста стала личная неприязнь кардинала Ришельё к священнику. В качестве доказательства его вины суду представили документ — «договор с дьяволом», подписанный рукой обвиняемого.

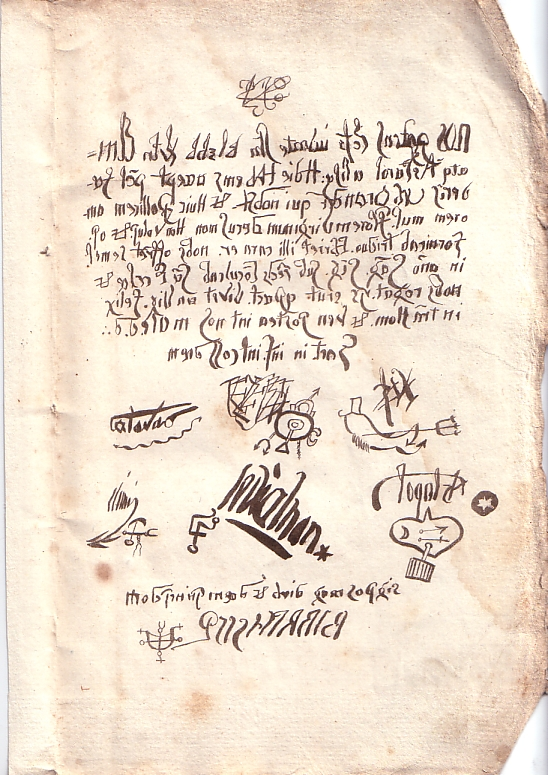
т.н. "Договор с Дьяволом"

В договоре Урбен Грандье заключал соглашение с целым рядом демонов, в том числе Сатаной, Люцифером, Астаротом, Левиафаном и Вельзевулом, чтобы получить «любовь женщин, цветы девственности, милость монархов, почести, наслаждения и власть». Этот документ, в котором некоторые демоны упоминались впервые, получил  известность и многократно воспроизводился в различных исследованиях. На основании этого документа Грандье признали виновным в колдовстве, дьяволопоклонничестве и участии в шабашах. Обвиняемый не признал своей вины, и был приговорён к сожжению на костре. Ему предоставили возможность примирения с Церковью (в этом случае он был бы сначала задушен гарротой, а затем сожжён), однако монахини не дали ему воспользоваться ею, начав плескать водой ему в лицо, когда Грандье пытался заговорить. 18 августа 1634 года Урбен Грандье был сожжён заживо.

## Образ в культуре
История Урбена Грандье привлекла внимание Александра Дюма, который посвятил ему повесть из цикла «Знаменитые преступления» и пьесу. Жюль Мишле писал о лудёнских одержимых и Грандье в одной из глав своего исследования «Колдовство» (1862).
В романе Альфреда де Виньи «Сен-Мар» главный герой, приехав в Лудён, присутствует на суде и казни Урбена Грандье.
Английский писатель Олдос Хаксли, изучив аутентичные документы и биографию Грандье, на их основе написал книгу «Лудёнские дьяволы», которая была адаптирована для сцены в 1960 году и послужила основой сценария к фильму «Дьяволы». Роль Урбена Грандье в этой картине исполнил Оливер Рид. В 1969 году Кшиштофом Пендерецким по мотивам этой книги была написана опера «Дьяволы из Лудена».